# Occidenchthonius dubius
Espèce
Synonymes
- Chthonius dubius Mahnert, 1993

Occidenchthonius dubius est une espèce de pseudoscorpions de la famille des Chthoniidae.

## Distribution
Cette espèce est endémique de Tenerife aux îles Canaries en Espagne,. Elle se rencontre dans la grotte Cueva de San Marcos à Icod de los Vinos.

## Description
La femelle décrite par Zaragoza en 2017 mesure 1,52 mm.

## Publication originale
- Mahnert, 1993 : Pseudoskorpione (Arachnida: Pseudoscorpiones) von Inseln des Mittelmeers und des Atlantiks (Balearen, Kanarische Inseln, Madeira, Ascension), mit vorwiegend subterraner Lebensweise. Revue Suisse de Zoologie, vol. 100, no 4, p. 971-992 (texte intégral).